# لی هنگژانگ
لی هنگژانگ (چینی: 李鴻章؛ ۱۵ فوریهٔ ۱۸۲۳ – ۷ نوامبر ۱۹۰۱) مسئول، افسر ژنرال، دیپلمات اهل دودمان چینگ بود.
وی همچنین برندهٔ جوایزی همچون نشان سلطنتی ویکتوریایی شده است.